# Olle Sahlström
Olle Sahlström, född 1948, är en svensk opinionsbildare och författare.
Han har ett förflutet som metallarbetare och ombudsman på LO med ansvar för idédebatten. Som författare har han bland annat beskrivit den auktoritära traditionen inom socialdemokratin, de fackliga organisationernas strukturella stelhet och dess effekter på svensk arbetarrörelse.